# 一休そば
一休そば（いっきゅうそば）は、北海道で蕎麦レストランを展開する飲食店。企業名は「有限会社一休そば」。本店は苫小牧市。直営店の正式名称は「一休そば総本店」「満天食堂一休そば」「蕎麦花」などである。

## 概要

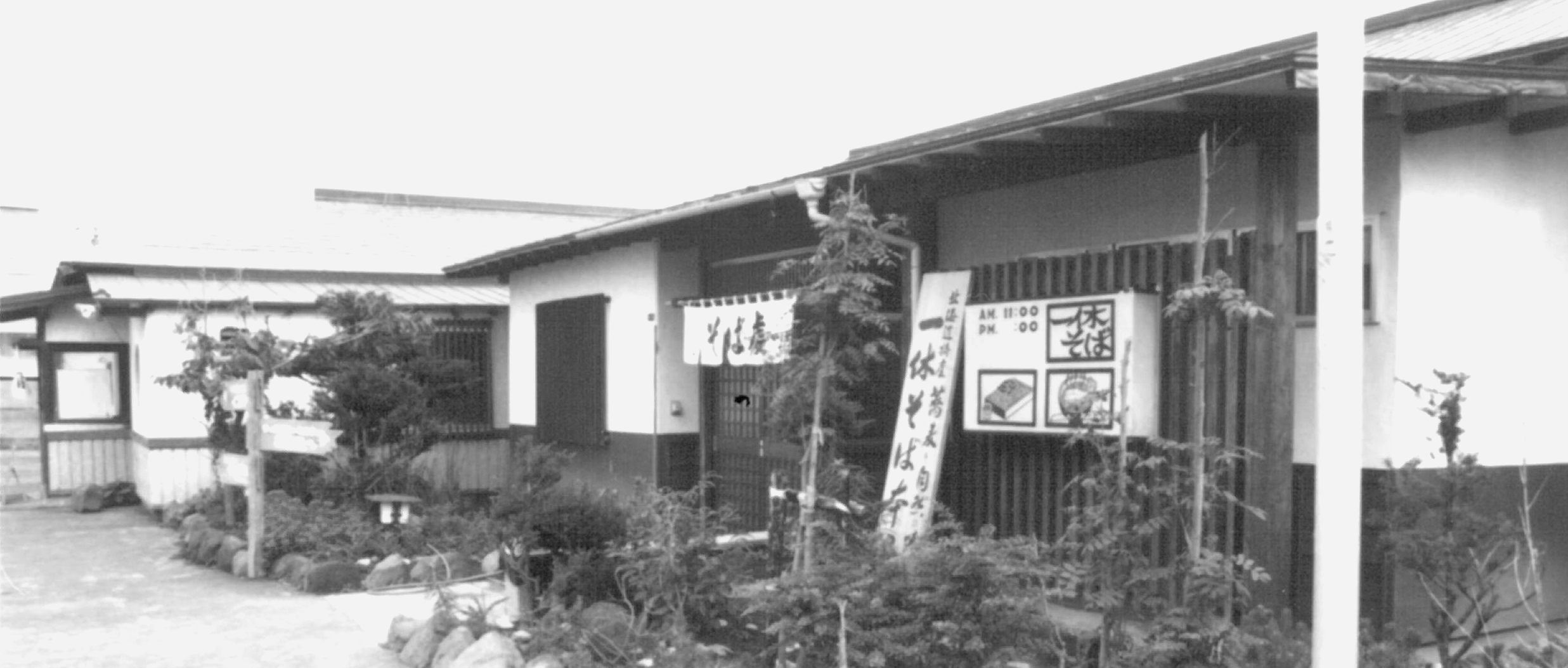
創業期総本店画像

一休そばは北海道内に多店舗展開しており、苫小牧市に構える1975年創業の「一休そば総本店」が元祖である。創業者は早川隆一。現在は2代目の早川陽介が社長を務める。道央圏を中心に直営店4店舗、のれん分け店5店舗を出店している。また、グループ会社として株式会社一休製麺があり、蕎麦の卸業と全国でも珍しい蕎麦店立ち上げプロデュース事業を展開している。

## 蕎麦店プロデュース・蕎麦店プロデューサー早川賢

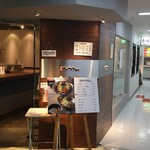
札幌がっつけ蕎麦

関連企業の一休製麺では、全国でも珍しい蕎麦店に特化したプロデュース事業(蕎麦店開業支援)を展開。だしソムリエの資格を持つ蕎麦店プロデューサーの早川賢(一休そば総料理長)が中心となり、蕎麦屋の開業支援や、立ち上げ時・業態転換時のコンセプト作り、メニュー作り、店舗作り、各種コンサルティングなどを行っている。これまでの主なプロデュース店舗に、米久イオン札幌名寄店、米久イオン札幌桑園店、蕎麦花苫小牧王子町店、札幌ガッつけ蕎麦、金の蕎麦旭川大雪通店などがある。2018年12月には東京・浅草橋に北海道外初プロデュース店となる北海道百そばをオープンし北海道内に留まらない展開を行っている。

## 低糖質韃靼そば さらり
一休そば及び一休製麺が、雄武町の韃靼そば生産農家「(株)神門」と共同で、経済産業省と農林水産省より農商工連携事業計画の認定を受け開発。低糖質でありながら本格そばとしてこだわった食感と、従来の普通そばに比べて糖質40％カットとそばの健康成分ルチン70倍を特徴とする。2018年9月にお披露目会を開催し販売を開始、2019年に苫小牧市認定特産品の認定を受ける。

## 店舗の特徴

### 一休そば総本店
1975年6月に創業者早川隆一が市職員を辞めてオープン。これからの車社会の到来を見越し国道沿いに広い駐車場を取り、ファミリー層の外食増加を見越してこれまでの蕎麦店の範疇を超えた幅広いメニューを多く導入するなど、当時珍しいファミリーレストランタイプの蕎麦店として人気を博した。

2017年2月に総本店のメニューを一新し、これまでの外国産そば粉から創業時の北海道産そば粉へ切り替えた。そば粉の価格高騰で輸入品に頼らざるを得なくなって評判を落としたことから原点回帰として、他の食材の大半も北海道産に切り替えた。

### 満天食堂一休そばイオンモール苫小牧店
2005年4月、苫小牧市内にイオンモールが出店したタイミングでオープン。出店当初の店舗名は「一休そばあげごろイオン苫小牧店」で、揚げたて天ぷらを前面に出した業態であった。2016年5月、「満天食堂一休そばイオンモール苫小牧店」へリニューアル、苫小牧市内唯一の韃靼そば専門店となった。一休そばで現存する唯一のショッピングモール内店舗であるため、先進的な機器の先行導入を進めたり一定期間全ての蕎麦を「低糖質韃靼そば」に変更する「低糖質ウィーク」を実施するなど、全店舗の中で先進的な取り組みをする要素も強い店舗となっている。

### 蕎麦花（そばな）王子町店
2014年12月に苫小牧駅前通の老舗ラーメン店跡地にオープン。一休そば総料理長で蕎麦店プロデュースを手がける早川賢がプロデュースした、これまでの一休そばとは全く違うコンセプトの店舗。

「そば本来の香りと、つけ汁と食材の香りを楽しむ新しいそば屋」がコンセプトで、厳選した国産そば粉で作った太麺と、つけ蕎麦が中心のメニューはインターネットの口コミサイトでも高い評価を受けている。

### 蕎麦花（そばな）拓勇店
2020年11月にオープンした店舗で、以下の特徴を持っています。この店舗の最大の特徴は、蕎麦粉100％で作られた十割蕎麦を提供している点で、小麦粉を使用せず、純粋な蕎麦の風味を楽しむことができます。店名にもあるように「香る」蕎麦を提供することを重視し、蕎麦粉の選定から製麺、提供までの過程で香りを最大限に引き出す工夫がされています。また、新鮮な地元産の食材を使用しており、季節ごとの旬の味を楽しむことができます。

## 直営店・関連会社
- 一休そば総本店
  - 北海道苫小牧市有明町2丁目8-20
- 満天食堂一休そばイオンモール苫小牧店
  - 北海道苫小牧市柳町3丁目1-20イオンモール苫小牧1階
- 香るつけ蕎麦　蕎麦花（そばな）王子町店
  - 北海道苫小牧市王子町1丁目1-16
- 香る十割そば　蕎麦花（そばな）拓勇店
  - 北海道苫小牧市拓勇西町2丁目14-16
- 株式会社一休製麺
  - 北海道苫小牧市有明町2丁目8-20
- 味処てっ平
  - 北海道苫小牧市音羽町1丁目17-5

## 沿革
- 1975年6月 一休そば総本店オープン
- 1977年3月 一休そば千歳本店オープン
- 1979年7月 （有）一休そば総本店を設立
- 1983年7月 一休そば総本店改装（ファミリーレストラン型のそば屋を構築）
- 1986年5月 天丼専門店、南蛮屋恵庭島松店オープン
- 1988年8月 南蛮屋恵庭島松店を一休そば恵庭島松店に転換
- 1991年7月 本店・千歳店改装、居酒屋メニューを導入
- 2004年3月 早川 陽介 入社「家業から企業へ」をスローガンとし社内改革に取り掛かる
- 2004年4月 北のうどん屋いっきゅう春日店オープン
- 2004年7月 千歳本店改装（蕎麦ダイニング一休に改名し30代女性を中心とした蕎麦屋へ転換）
- 2005年4月 一休そばイオン苫小牧SC店オープン
- 2006年6月 北のうどん屋いっきゅう譲渡
- 2006年7月 恵庭島松店のれん分け
- 2006年10月 一休そばイオン発寒SC店オープン
- 2006年12月 創業者・早川 隆一死去により早川 陽介社長就任
- 2007年3月 本社工場設備投資、セントラルキッチン化スタート
- 2009年2月 一休そば南郷通店オープン
- 2010年4月 一休そば南郷通店閉店
- 2011年7月 FC第1号店　一休そばイオン名寄SC店オープン
- 2011年11月 FC第2号店　一休そばイオン平岡SC店オープン
- 2012年2月 FC店　一休そばイオン平岡SC店が米久平岡店に改名
- 2012年2月 FC店　一休そばイオン名寄SC店が米久名寄店に改名
- 2014年7月 一休そば恵庭島松店閉店
- 2014年12月 香るつけ蕎麦 蕎麦花（そばな）王子町店オープン[8]
- 2016年2月 満天食堂一休そばイオン静内店オープン
- 2016年3月 一休そばイオンモール札幌発寒店から「満天食堂一休そばイオンモール札幌発寒店」へリニューアル
- 2016年3月 株式会社一休そば製麺を設立
- 2016年5月 一休そばイオンモール苫小牧店から「満天食堂一休そばイオンモール苫小牧店」へリニューアル
- 2016年8月 一休そば千歳北斗店から「満天食堂一休そば千歳店」へリニューアル
- 2017年9月 一休そば総本店、食品衛生優良店舗「北海道知事表彰」受賞[9]
- 2017年9月（有）一休そば総本店の商号を「(有)一休そば」へ変更、(株)一休そば製麺の商号を「(株)一休製麺」へ変更
- 2017年12月 雄武町の韃靼そば生産農家「(株)神門」と共同で、経済産業省と農林水産省より農商工連携事業計画の認定を受ける[10][11]
- 2018年1月 イオンモールとの契約満了により、満天食堂一休そばイオンモール札幌発寒店閉店
- 2018年4月 「特製生そば」「特製韃靼そば」「甘海老天重」が苫小牧市認定特産品に指定を受ける[12]
- 2018年7月 北海道より経営革新計画の承認を受ける
- 2018年12月 北海道外初のプロデュース店、北海道百そばオープン[13]
- 2019年4月 「低糖質韃靼そば さらり」が苫小牧市認定特産品に指定を受ける
- 2019年8月 一休そば楽天市場店 オープン。インターネットショッピングモールへ初出店
- 2020年8月 一休製麺オンラインストア オープン
- 2020年11月 香る十割そば 蕎麦花（そばな）拓勇店オープン
- 2021年5月 とんかつ 味処てっ平 事業継承
- 2021年10月3日 総本店、漏電により全焼[14][15]。
- 2022年5月28日 総本店が再建されリニューアルオープン（木造地下1階地上1階建て）[15]。
- 2022年9月 就労支援型そば店プロデュース そば処 今々亭 オープン
- 2022年12月一休そば千歳店閉店